# Genocídio dos sérvios no Estado Independente da Croácia

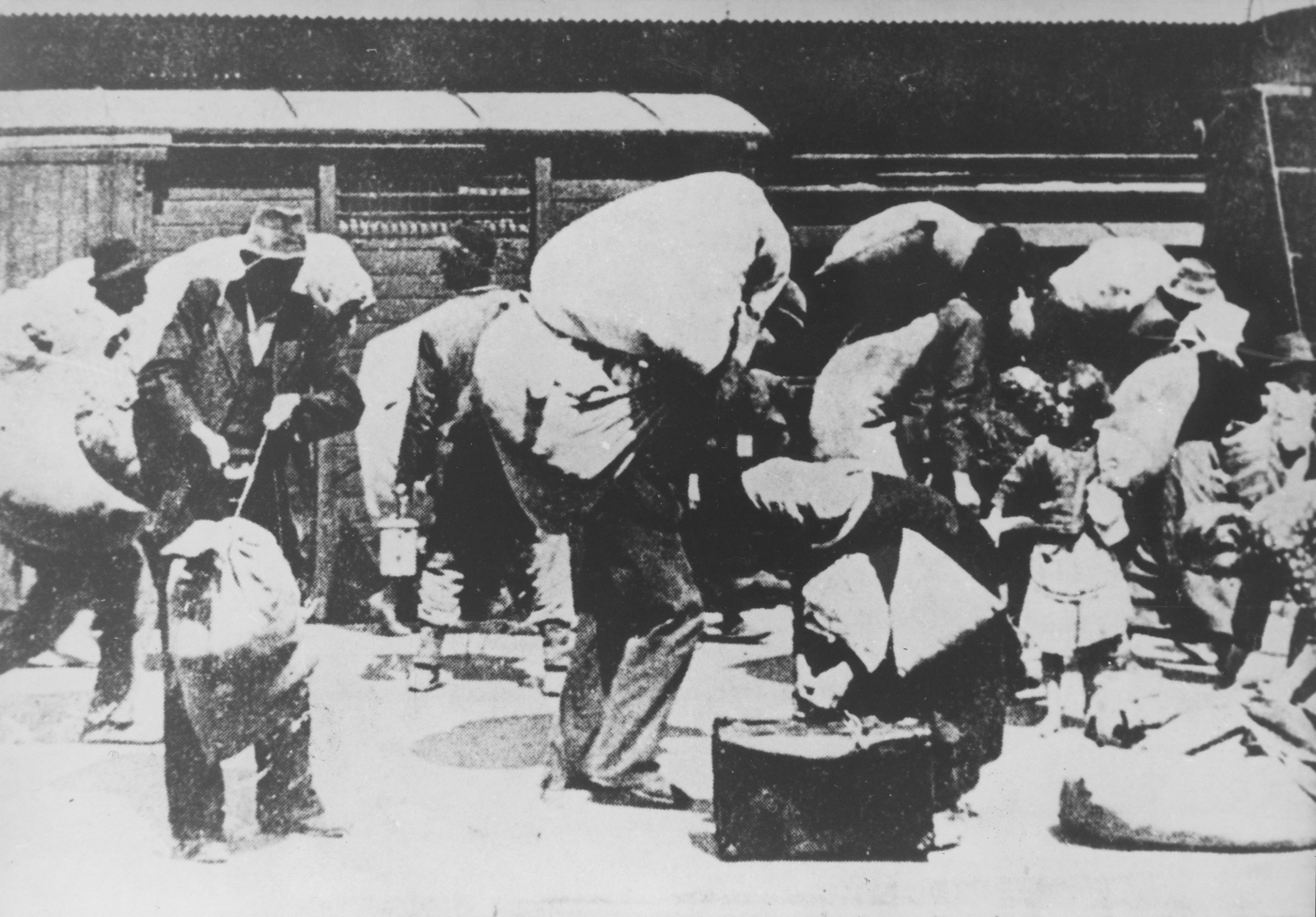
Sérvios expulsos saindo de uma cidade

A perseguição aos sérvios no Estado Independente da Croácia também conhecido como genocídio aos sérvios (em sérvio:  Геноцид над Србима    / Genocid nad Srbima), ocorreu entre 1941 e 1945. Centenas de milhares de sérvios foram submetidos às políticas genocidas do regime nazista Ustase no Estado Independente da Croácia durante a Segunda Guerra Mundial . As políticas incluíam extermínio, expulsão e conversão religiosa forçada.
O regime Ustashe assassinou sistematicamente aproximadamente 900.000 a 1.200.000 sérvios. Ao menos 52.000 morreram no campo de concentração de Jasenovac, segundo estimativas atuais.